# Doda (district)
Doda is een district van het Indiase unieterritorium Jammu en Kasjmir. Het district telt 409.936 
 inwoners (2011) en heeft een oppervlakte van 8.912 km². In het zuidoosten grenst het district aan de deelstaat Himachal Pradesh.

## Bestuurlijke indeling
Het district Doda is onderverdeeld in vier tehsils.
| Tehsil    | Inwoners (2011) | Mannen  | Vrouwen |
| --------- | --------------- | ------- | ------- |
| Doda      | 202.716         | 106.209 | 96.507  |
| Bhaderwah | 75.376          | 39.051  | 36.325  |
| Gandoh    | 71.889          | 36.754  | 35.135  |
| Thathri   | 59.955          | 31.627  | 28.328  |

Divisie Jammu:
Doda · Jammu · Kathua · Kishtwar · Poonch · Rajouri · Ramban · Reasi · Samba · Udhampur
Divisie Kasjmir:
Anantnag · Badgam · Bandipora · Baramulla · Ganderbal · Kulgam · Kupwara · Pulwama · Shopian · Srinagar